# OSL-Dosimeter
Ein OSL-Dosimeter (OSL) ist ein Dosimeter, welches zur Messung ionisierender Strahlung genutzt werden kann.

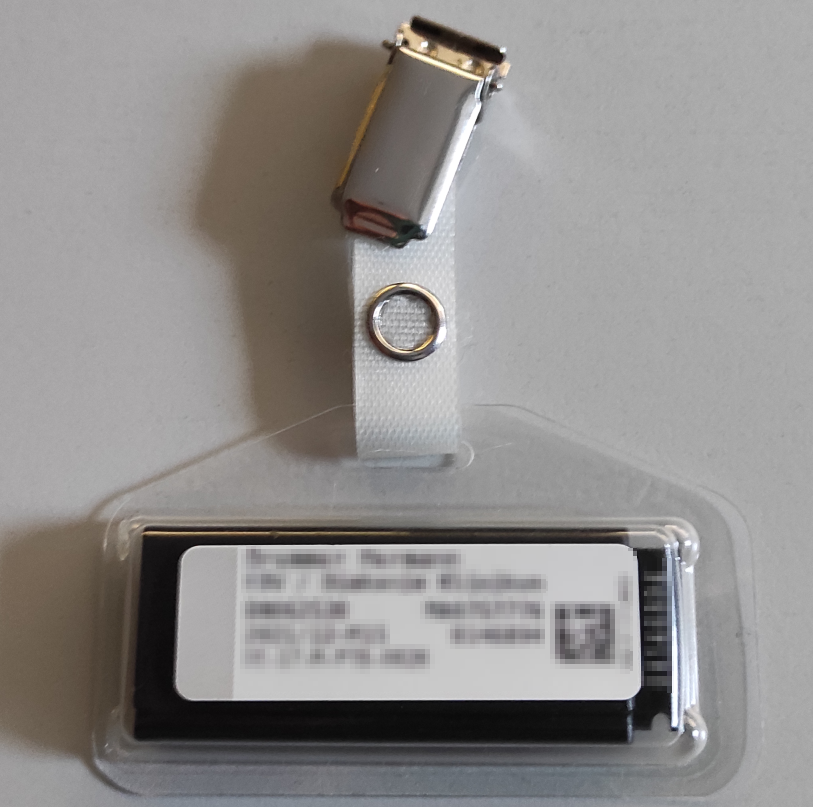
OSL-Personendosimeter

Es basiert auf dem physikalischen Effekt der optisch stimulierten Lumineszenz (OSL) und hat sich als Methode zur Messung der Personendosis bewährt. Man benutzt es zur Überwachung in Photonenfeldern für die Ganzkörperdosimetrie; vorteilhaft ist, dass ein großer Energiebereich abgedeckt werden kann. Der Detektor besteht entweder aus Aluminiumoxid oder aus Berylliumoxid und befindet sich auf einer Plastikkarte innerhalb eines lichtdicht verschweißten Gehäuses. Darauf basierende Dosimeter werden meist in einer durchsichtigen Verpackung aus Kunststoff verpackt. Trifft ionisierende Strahlung auf den Detektor, wird Energie im Berylliumoxidkristall gespeichert. Durch anschließende Bestrahlung mit blauem Licht wird ein Teil der Energie, die durch die ionisierende Strahlung im Kristall gespeichert wurde, in Form von Licht wieder freigesetzt. Die freigesetzte Lichtintensität ist ein Maß für die absorbierte Strahlung. Der Detektor ist grundsätzlich wiederverwendbar.